# Andrés Guazurary
Andrés Guazurary ou Guaçurary (Santo Tomé, province de Corrientes, 1778 — Rio de Janeiro, 1825), connu également sous le nom familier d’Andresito ou Andresito Artigas, était l’un des premiers caudillos fédéralistes dans les Provinces-Unies du Río de la Plata et le seul d’origine indienne de toute l’histoire de l’Argentine. Il gouverna entre 1811 et 1822 la Provincia Grande de las Misiones, dont l’actuelle province argentine homonyme n’est qu’un reliquat. Il fut l’un des plus fidèles collaborateurs de José Gervasio Artigas, qui s’en fit le parrain et l’adopta comme fils, l’autorisant à signer en tant que Andrés Artigas. Il était issu d’une famille guarani, ce qui à l’époque, n’eût été la médiation d’Artigas, l’aurait fait exclure de la vie officielle.